# Église Saint-Michel d'Évreux

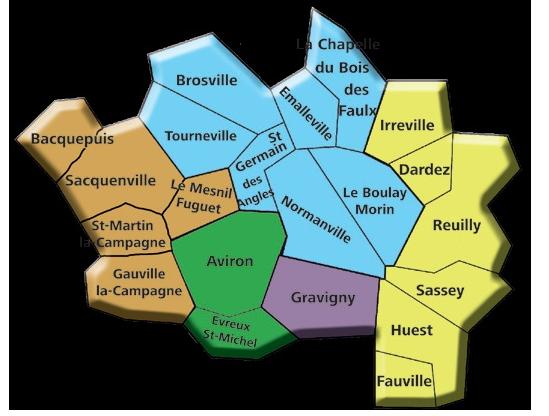
Carte du territoire de la paroisse Saint-Jean-Baptiste du Val Iton en 2019 dont le siège est l'église Saint-Michel d'Evreux avec le nom des communes et des quartiers regroupés en secteur ou communauté

L'église Saint-Michel est un lieu de culte catholique situé sur la commune d'Évreux, dans le département français de l'Eure. Dédiée à l'archange saint Michel, elle a été édifiée en 1963 sur les plans de l'architecte Maurice Novarina.
Elle bénéficie du label « Patrimoine du XXe siècle ».

## Situation
Saint-Michel est l'un des douze quartiers d'Évreux, situé au Nord-Ouest, quartier résidentiel périurbain profondément remanié par les urbanistes de la Reconstruction.
L'église paroissiale est un exemple monumental qui correspond à l'idéal de discrétion dans la sobriété propre au planificateur économique de cette période d'après-guerre. 
La construction, supervisée par l'architecte Maurice Novarina, se veut discrète et simple tout comme son utilisation. Il s'agit de l'application d'un des grands principes de l'urbanisation des trente glorieuses, avec comme finalité concrète de répondre au besoin relatif de la liberté de conscience des habitants de ce quartier.

## Historique
L'église Saint-Michel, située sur le territoire de la paroisse Saint-Jean-Baptiste du Val-Iton, surplombe la ville depuis un promontoire calcaire, dont les cavités souterraines ont servi de refuge lors des bombardements de 1940 et 1944. 
L'édifice est l'œuvre de Maurice Novarina. Elle fait suite à la trop grande exiguïté de l'ancien oratoire Saint-Jean-Eudes situé juste à côté (à l'est), fondé par le saint normand qui ré-évangélisa Évreux après la réforme protestante et la Fronde en pleine époque moderne.

## Architecture et décorations
La taille relativement modeste de la paroisse par rapport au nombre de fidèles est due à l'urbanisation, effet des Trente Glorieuses (1945-1973), où, en peu de temps, Évreux doubla sa superficie et le nombre de ses habitants mais la sécularisation de la société civile française fut plus rapide.
Saint-Michel d'Évreux fait partie des 32 édifices religieux construits par l'architecte Maurice Novarina de 1933 à 1972. Une structure de poutres en bois collé repose sur les murs en béton armé apparent (qui est censé faire référence au roc où l'église est assise) ; la charpente est en bois de sapin.

## Galerie

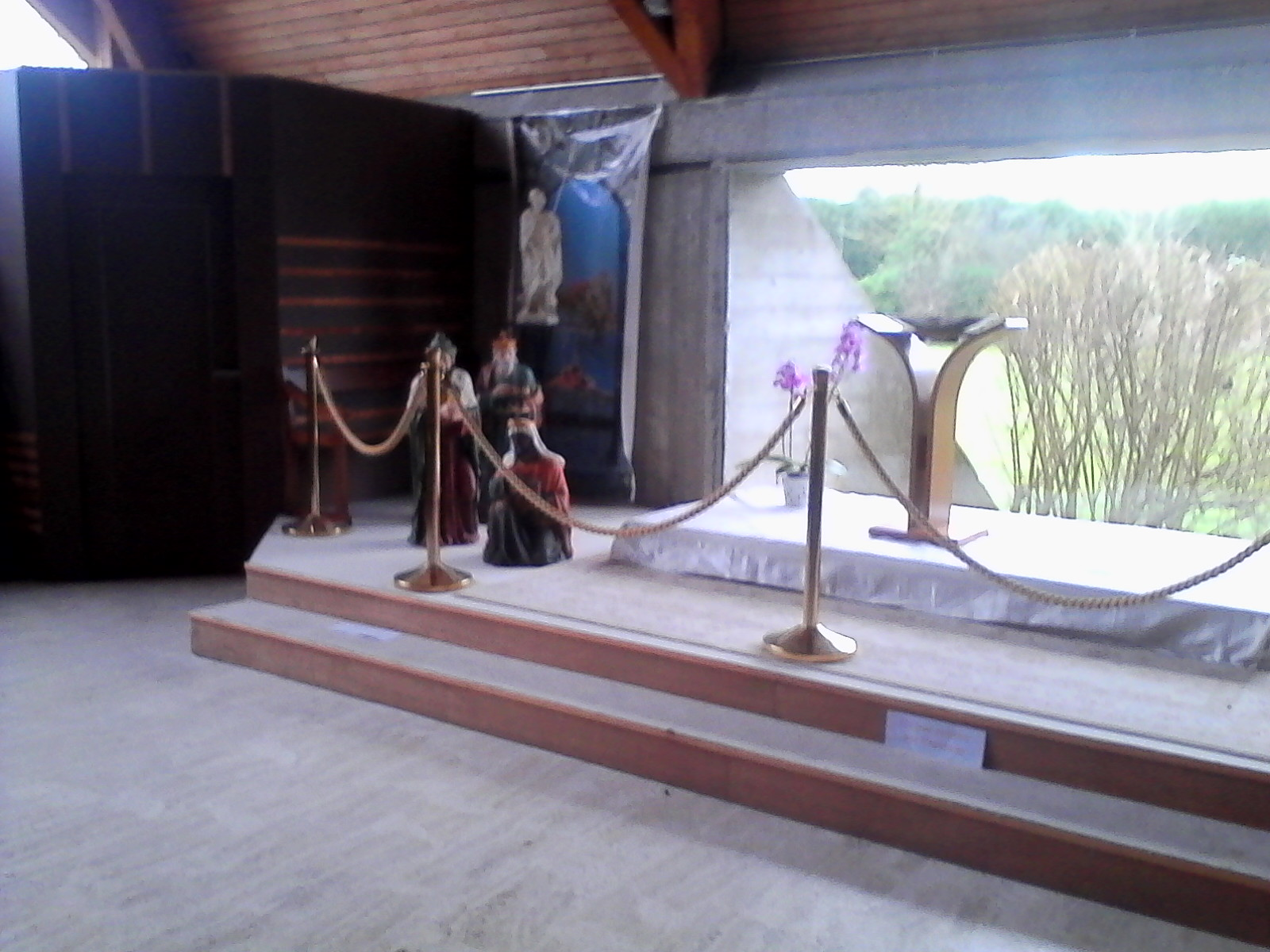
Crèche
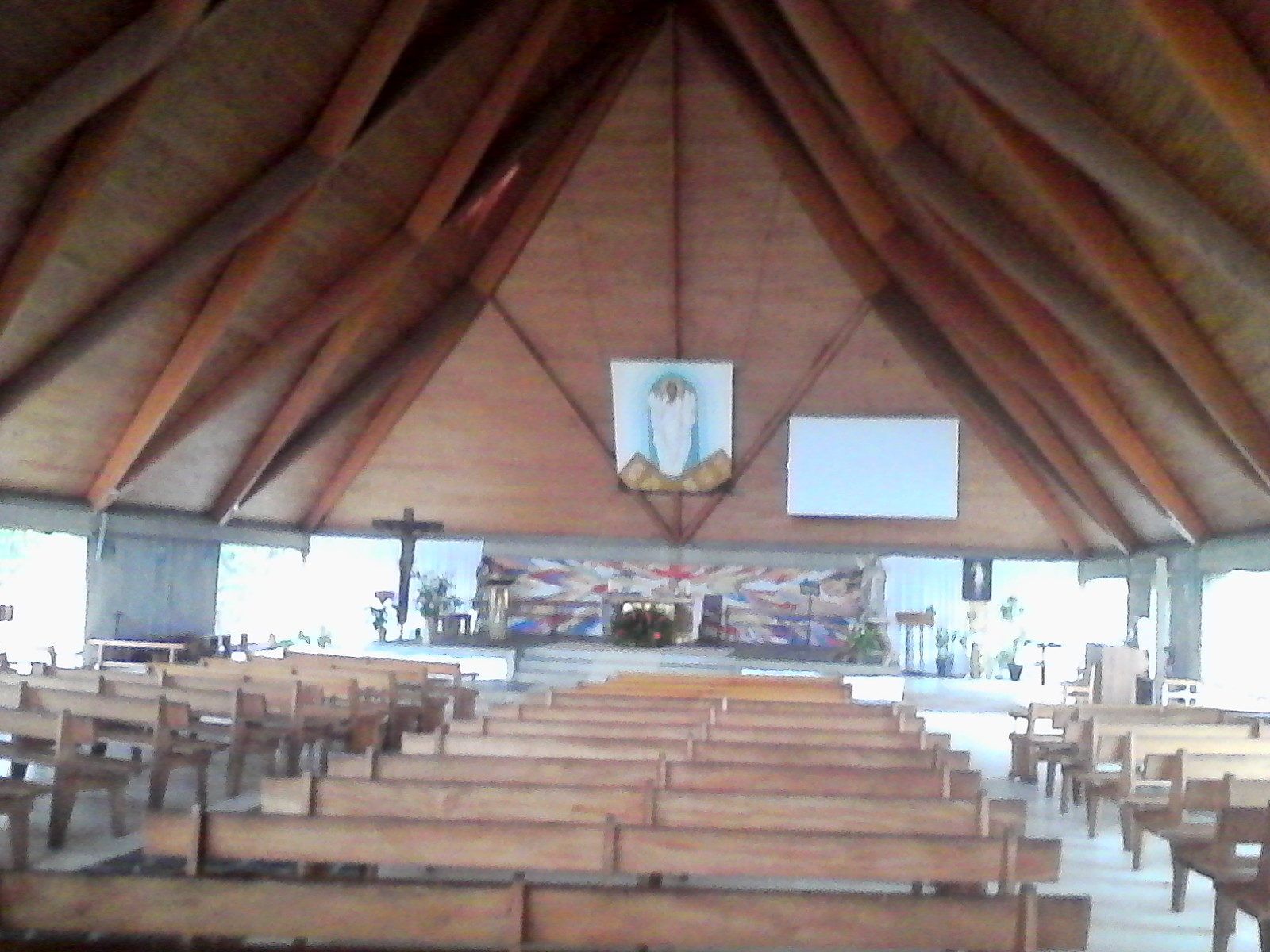
La nef.
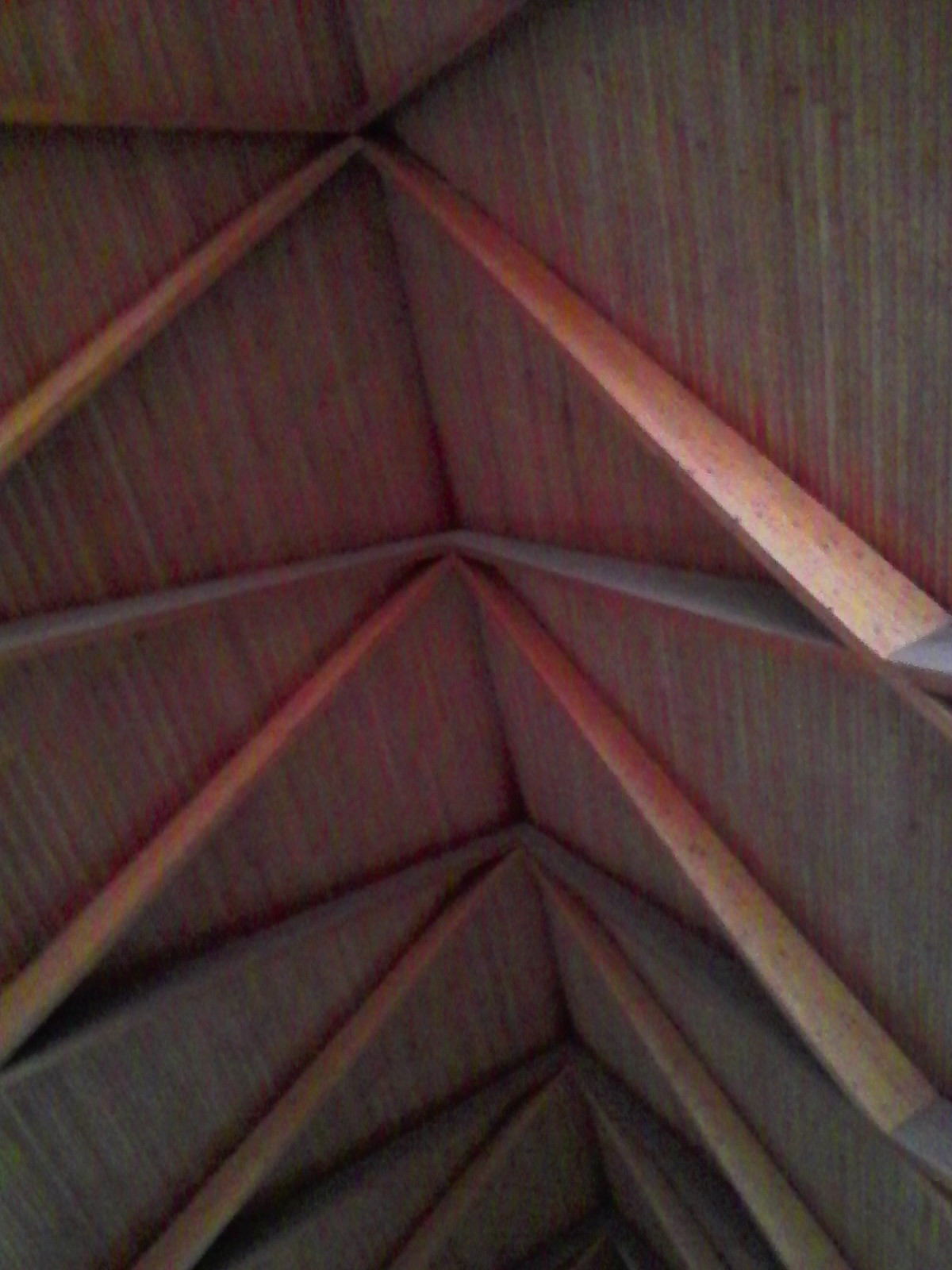
Charpente